# Dolní Kněžeklady
Dolní Kněžeklady (dříve také Dolní Knížeklady) jsou malá vesnice, část obce Horní Kněžeklady v okrese České Budějovice v Jihočeském kraji. Nachází se asi jeden kilometr severovýchodně od Horních Kněžeklad. Je zde evidováno 21 adres. V roce 2011 zde trvale žilo 32 obyvatel.
Dolní Kněžeklady leží v katastrálním území Štipoklasy o výměře 7,85 km².

## Historie
První písemná zmínka o Kněžekladech pochází z roku 1318. Koncem 14. století se již rozlišovaly Kněžeklady Horní a Dolní, přičemž již ve druhé polovině 14. století bylo v Dolních Kněžekladech vladycké sídlo. Byla zde postavena vodní tvrz. V roce 1365 je Bohuslav z Kněžeklad uváděn jako patron kostela svatého Martina v Žimuticích. Tvrz přestala být obývána během 15. století. V roce 1661 se Kněžeklady staly součástí třeboňského panství. V roce 1933 byla na místě, kde stávala kněžekladská tvrz, postavena kaple.

## Obyvatelstvo
| Rok            | 1869 | 1880 | 1890 | 1900 | 1910 | 1921 | 1930 | 1950 | 1961 | 1970 | 1980 | 1991 | 2001 | 2011 | 2021 |
| -------------- | ---- | ---- | ---- | ---- | ---- | ---- | ---- | ---- | ---- | ---- | ---- | ---- | ---- | ---- | ---- |
| Počet obyvatel | 106  | 128  | 106  | 97   | 105  | 125  | 103  | 80   | 81   | 76   | 55   | 43   | 30   | 32   | 32   |
| Počet domů     | 17   | 20   | 20   | 19   | 19   | 19   | 19   | 18   | 18   | 17   | 16   | 18   | 20   | 20   | 20   |

## Obecní správa
Při sčítání lidu v letech 1850–1975 Dolní Kněžeklady byly osadou obce Štipoklasy, se kterým patřily nejprve do okresu Týn nad Vltavou, ale od roku 1960 v okrese České Budějovice. Od 1. ledna 1976 do 23. listopadu 1990 byly částí obce Žimutice v okrese České Budějovice. Od 24. listopadu 1990 jsou částí obce Horní Kněžeklady v okrese České Budějovice.

## Pamětihodnosti
- Kaple Panny Marie[8]
- Tvrziště U kapličky, archeologické pozůstatky[11]

## Galerie

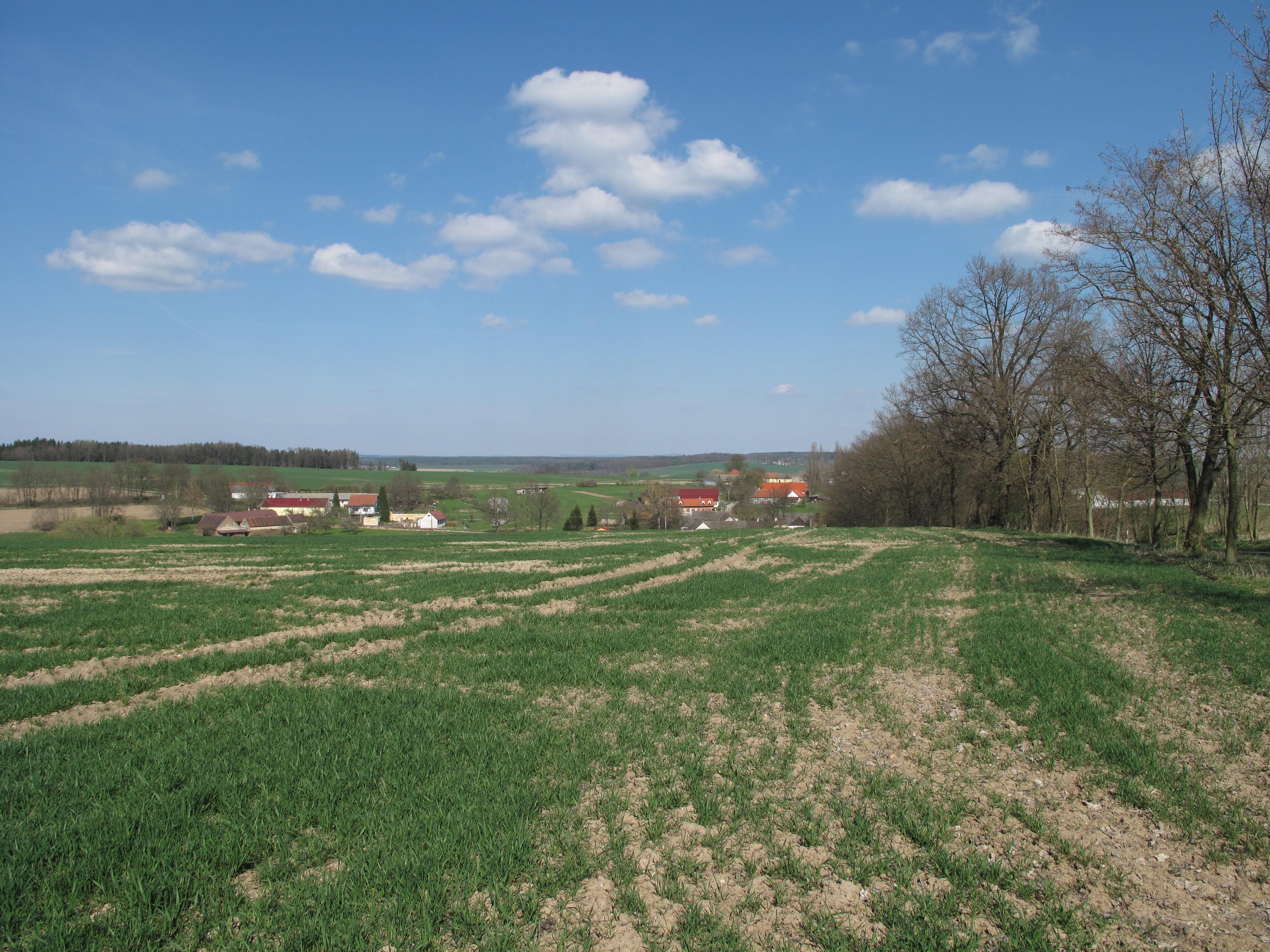
Vesnice od jihu
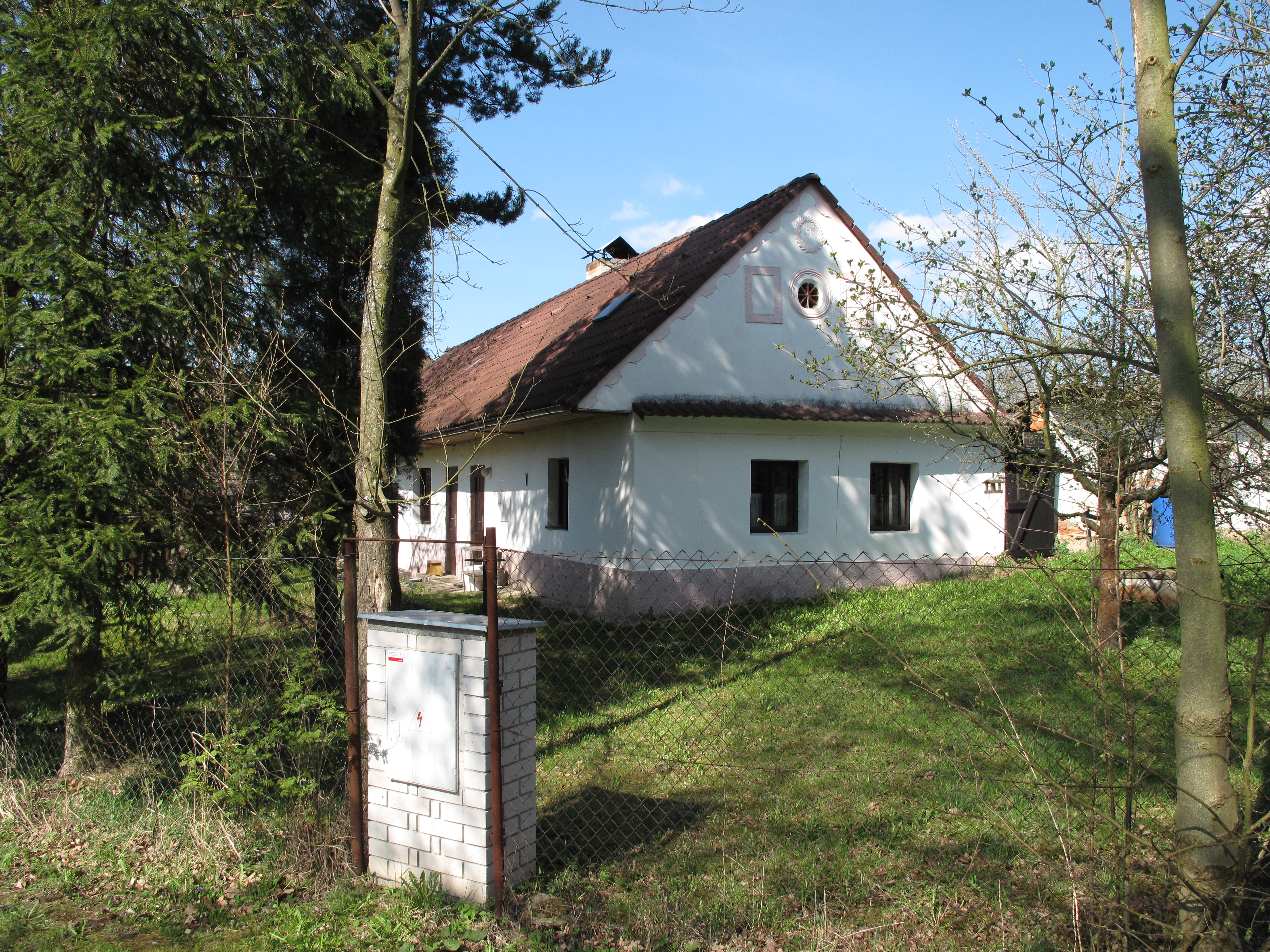
Chalupa
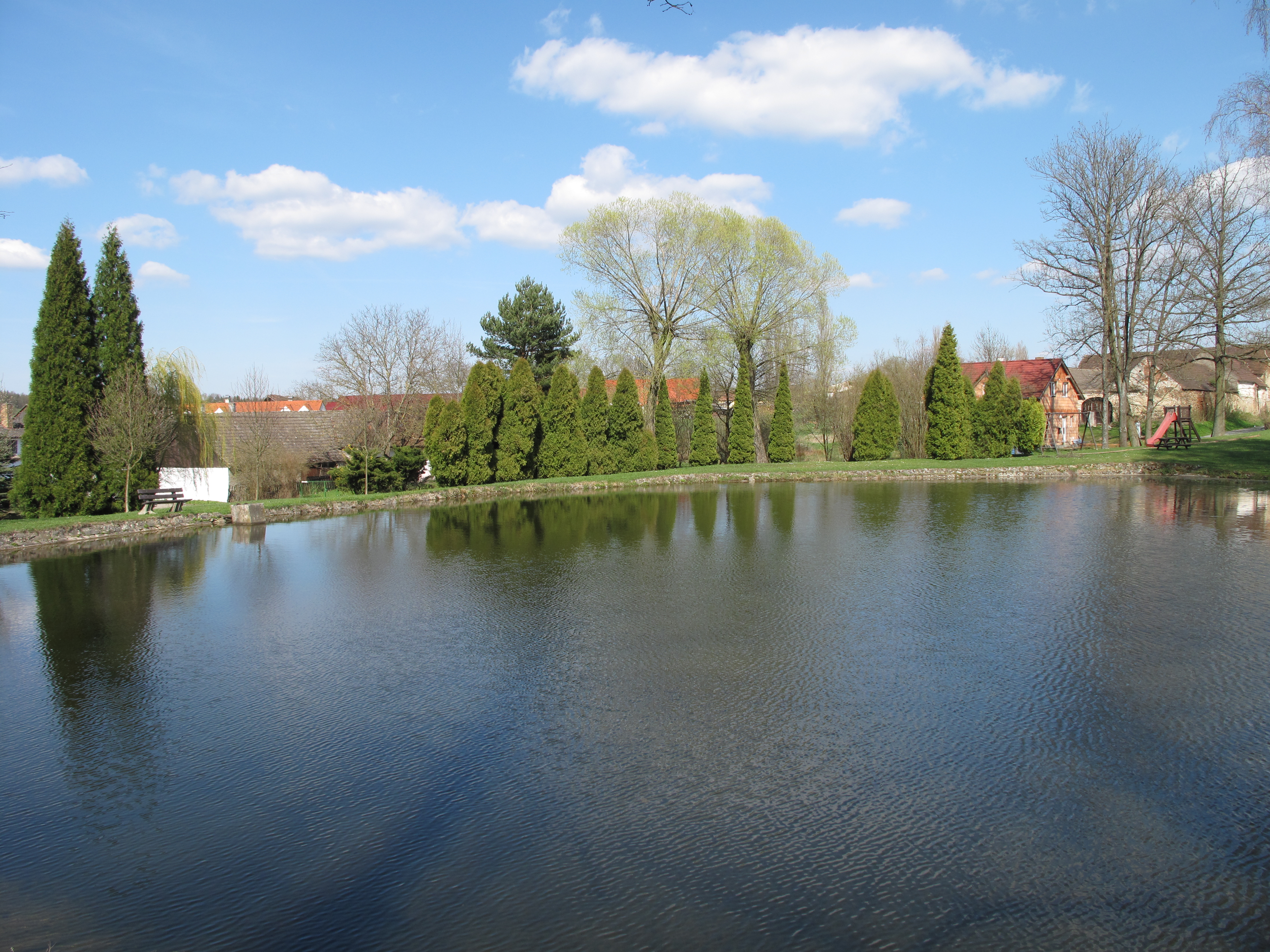
Rybník
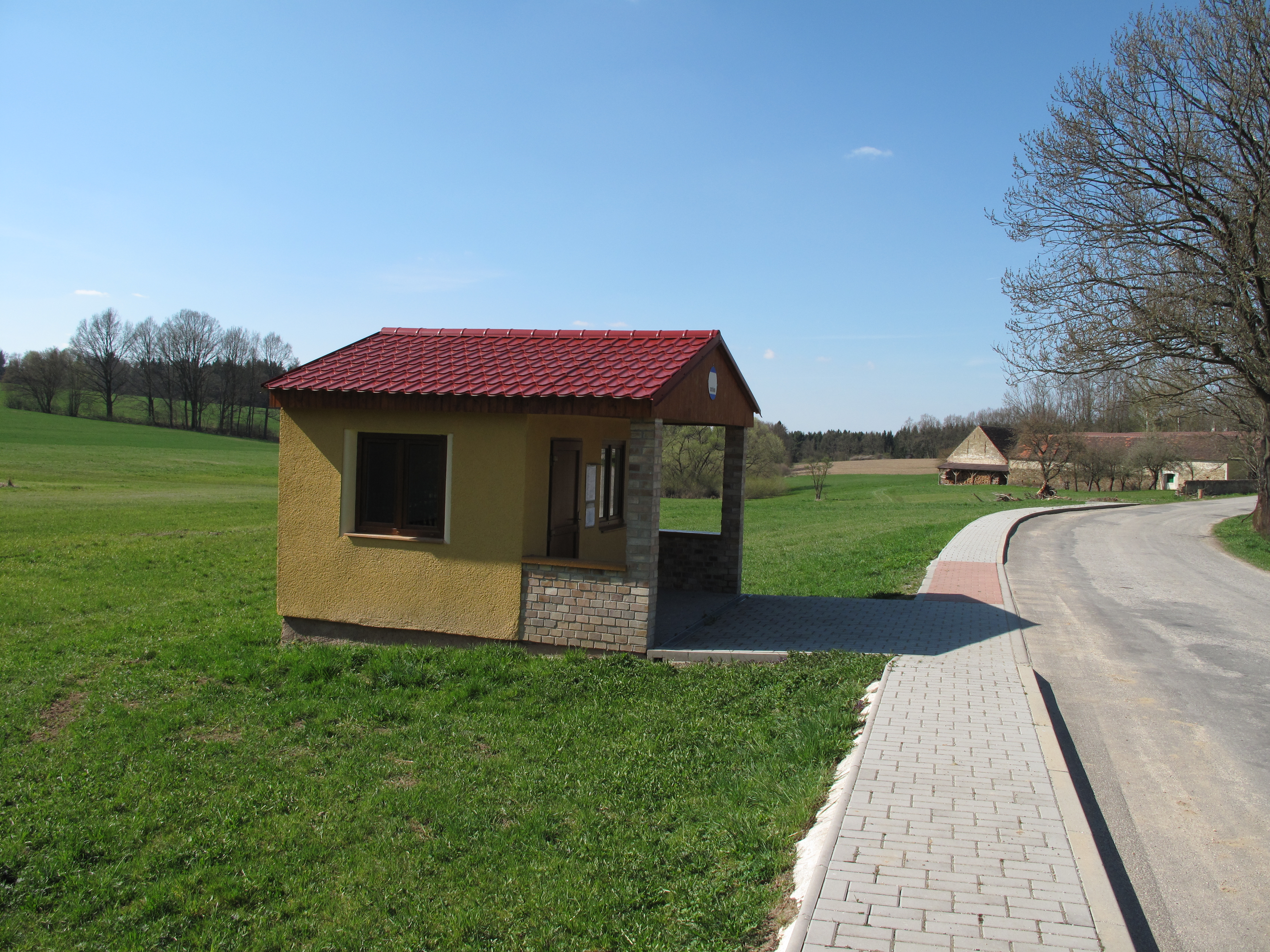
Autobusová zastávka